# Río Surba
El río Surba es un cuerpo de agua ubicado en la ciudad de Duitama en el departamento de Boyacá, Colombia. Nace en las zonas altas de la cordillera oriental, atravesando varios ecosistemas de gran relevancia ambiental. Este río es crucial para las comunidades cercanas, especialmente para la ciudad de Duitama, a la que abastece de agua potable y contribuye al mantenimiento de diversos ecosistemas. El Surba ha sido objeto de estudios ambientales y de conservación, destacándose por su papel en la sostenibilidad hídrica de la región.

## Nacimiento

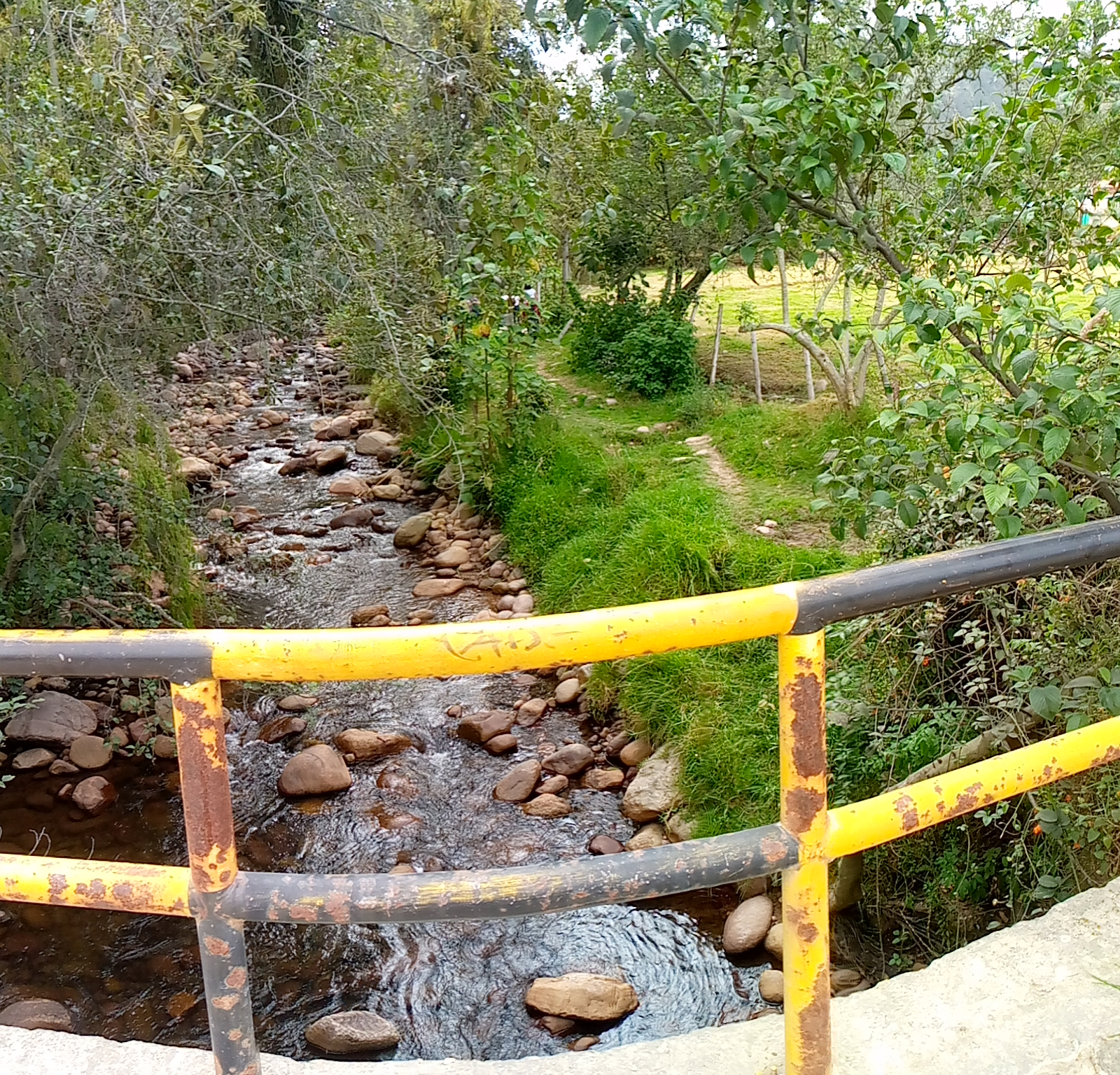
Río Surba frontera entre Duitama y Paipa

El río Surba nace en la Laguna del Pan de Azúcar, un cuerpo de agua ubicado en la cordillera oriental de los Andes colombianos, a una altitud aproximada de 3.900 metros sobre el nivel del mar. Esta laguna se encuentra en un ecosistema de páramo, caracterizado por su alta capacidad de retención de agua gracias a la vegetación predominante, como los frailejones, musgos y líquenes, los cuales permiten la regulación del caudal del río a lo largo del año.
Desde su nacimiento, el río Surba inicia su recorrido con un flujo constante de agua proveniente de múltiples quebradas y manantiales que se originan en las laderas montañosas. Entre sus afluentes más importantes en esta primera etapa se encuentran las quebradas La Zarza, El Chorro, Los Cacaos, Hoya Grande, Chorro Blanco, Parrales, La Esperanza, Las Ánimas y Los Patos, que contribuyen al aumento de su caudal a medida que desciende hacia la ciudad de Duitama.
El río fluye inicialmente en dirección este-oeste, atravesando áreas de páramo y bosque altoandino, para luego girar hacia el norte-sur al ingresar a la zona urbana de Duitama. Su curso está influenciado por la topografía montañosa y por las condiciones climáticas propias de la región, donde las lluvias juegan un papel fundamental en la variabilidad de su caudal. Debido a su importancia ecológica e hídrica, el nacimiento del río Surba ha sido objeto de diversas iniciativas de conservación, especialmente tras la declaración del río como Sujeto de Derechos, con el fin de garantizar su protección y sostenibilidad para las generaciones futuras.

## Fauna y flora
El río Surba y su cuenca hidrográfica albergan una gran diversidad de especies de flora y fauna, debido a su recorrido a través de distintos ecosistemas, como el páramo, el bosque altoandino y las zonas urbanas de Duitama.  

### Flora
En su nacimiento en la Laguna del Pan de Azúcar, el ecosistema predominante es el páramo, caracterizado por la presencia de especies adaptadas a bajas temperaturas y alta humedad. Entre las plantas más representativas se encuentran:  
- Frailejón (Espeletia spp.): Planta endémica de los páramos andinos, fundamental para la captación y regulación del agua.
- Musgos y líquenes: Presentes en suelos y rocas, esenciales para la retención de agua.
- Chusque (Chusquea scandens): Un tipo de bambú de alta montaña que forma densas coberturas vegetales.
- Siete cueros (Tibouchina lepidota): Árbol ornamental con flores moradas, típico del bosque altoandino.

A medida que el río desciende y atraviesa Duitama, la vegetación cambia, incluyendo especies nativas, plantadas e invasoras, como sauces, eucaliptos y alisos, que ayudan a la estabilidad del suelo en las riberas del río.  

### Fauna
El río Surba y sus alrededores son hogar de diversas especies de fauna, muchas de las cuales dependen de la calidad del agua y la conservación de los ecosistemas circundantes. Algunas de las especies más destacadas son:  
- Mamíferos:
  - Venado de páramo(Mazama rufina): Habita en los bosques altoandinos cercanos a la naciente del río.
  - Curí silvestre (Cavia anolaimae): Pequeño roedor endémico de los Andes colombianos.
  - Zorro perro(Lycalopex culpaeus): Carnívoro que se encuentra en los alrededores del río en las zonas rurales.
  - Oso de anteojos(Tremarctos ornatus)

- Aves:
  - Cóndor de los Andes(Vultur gryphus): Ocasionalmente avistado en las zonas más altas del páramo.
  - Copeton(Zonotrichia capensis)
  - Mirla negra(Turdus fuscater): Común en los bosques altoandinos.
  - Tororoi de Cundinamarca (Grallaria rufula): Ave terrestre característica de los páramos y bosques nublados.

- Anfibios y peces:
  - Rana andina (Pristimantis spp.): Indicador de la calidad del agua en la cuenca alta del río.
  - Trucha arcoíris (Oncorhynchus mykiss): Especie introducida en algunos sectores del río.
  - Capitán o Bagre de la Sabana(Eremophilus mutisii.): Pez nativo de ríos de alta montaña.

## Historia
El río Surba ha sido una fuente de agua vital para la región de Duitama desde tiempos prehispánicos. En la época precolombina, los muiscas, habitantes originarios del altiplano cundiboyacense, consideraban las fuentes de agua como elementos sagrados dentro de su cosmovisión. Se cree que el río y sus afluentes eran utilizados por esta civilización para el abastecimiento de agua, la agricultura y diversas prácticas rituales.  
Con la llegada de los españoles en el siglo XVI, el territorio boyacense fue colonizado y las fuentes hídricas comenzaron a ser explotadas con fines agrícolas y ganaderos. Durante la colonia y buena parte del siglo XIX, el río Surba siguió siendo un recurso clave para los asentamientos que se consolidaron en la región.  
En el siglo XX, con el crecimiento urbano de Duitama, el río experimentó una progresiva contaminación debido al vertimiento de desechos domésticos e industriales. En respuesta a esta problemática, se han implementado diversas iniciativas de conservación, incluyendo la recuperación de zonas ribereñas y programas de educación ambiental para la comunidad.  
En febrero de 2024, el Concejo Municipal de Duitama declaró al río Surba como sujeto de derechos, reconociéndolo como una entidad con derechos propios a la conservación y restauración. Esta decisión busca garantizar su protección frente a la contaminación y la degradación ambiental, promoviendo su recuperación como un ecosistema estratégico para la ciudad y sus habitantes.

## Turismo y actividades

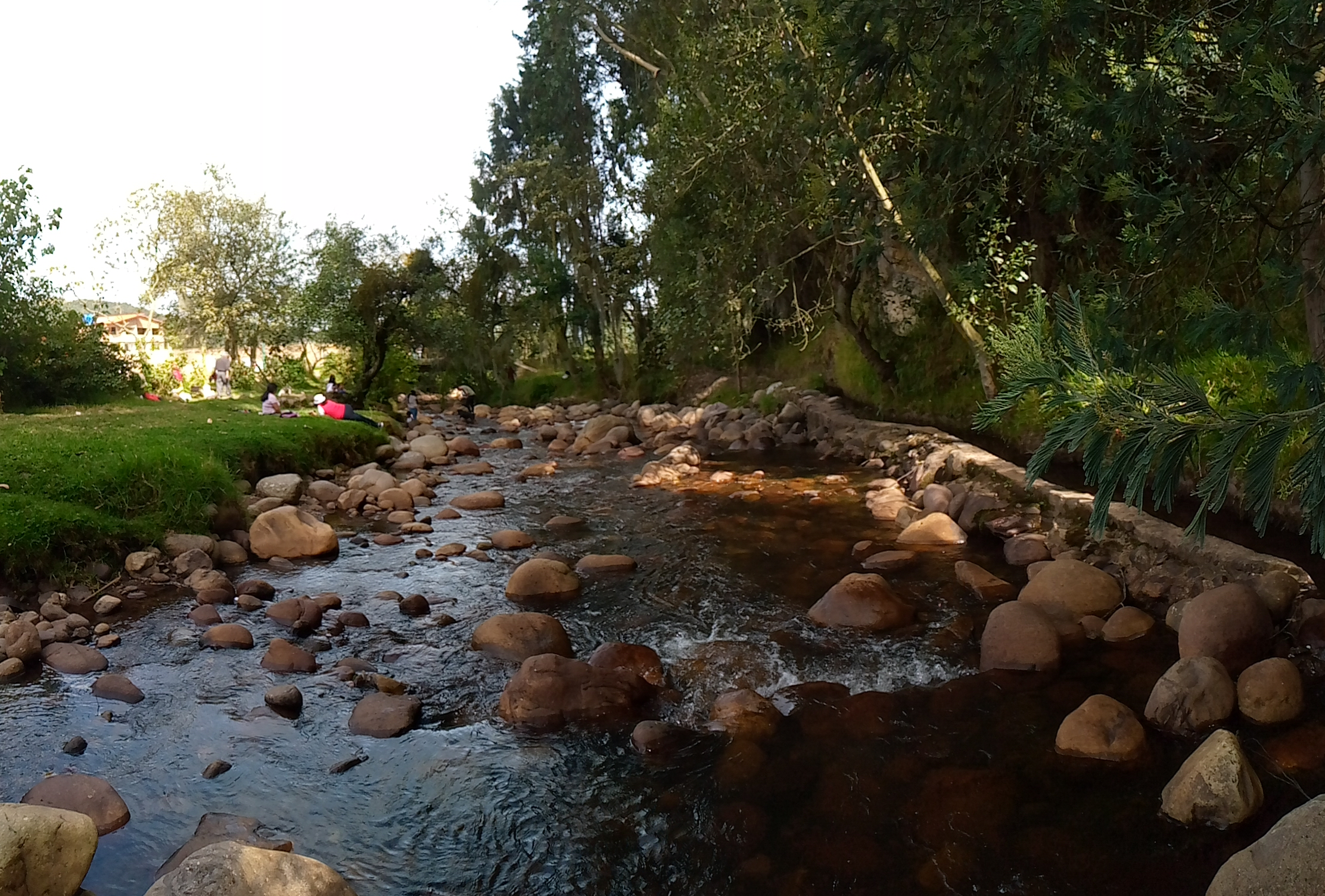
Río Surba en época de vacaciones paseo de olla y bañistas

El río Surba y su cuenca hidrográfica ofrecen diversas oportunidades para el ecoturismo y actividades recreativas, especialmente en los sectores cercanos a su nacimiento en la Laguna del Pan de Azúcar, así como en algunos tramos donde el paisaje natural ha sido preservado.  

### Ecoturismo y senderismo
En la parte alta de la cuenca, dentro del ecosistema de páramo, se encuentran rutas de senderismo que permiten a los visitantes disfrutar de la biodiversidad de la región. El acceso a la Laguna del Pan de Azúcar es una de las principales atracciones para quienes buscan caminatas ecológicas y contacto con la naturaleza. Estas rutas también son utilizadas por observadores de aves, ya que el área alberga especies como el cóndor de los Andes (Vultur gryphus) y la mirla negra (Turdus fuscater).  

### Actividades recreativas
En los tramos más accesibles del río, especialmente en las zonas rurales y en Duitama, los visitantes pueden realizar diversas actividades tradicionales y de esparcimiento, como:  
- Paseos de olla: Es una actividad típica en la que familias y grupos de amigos acuden a las orillas del río para preparar comidas tradicionales al aire libre y disfrutar del entorno natural.
- Baños y natación: En ciertos puntos del río, especialmente en zonas donde el caudal es moderado y las aguas son más limpias, los habitantes y turistas aprovechan para refrescarse y nadar, aunque en los últimos años algunas áreas han sido restringidas debido a la contaminación.
- Caminatas ecológicas: a lo largo del cauce del río y en sus alrededores.
- Fotografía de naturaleza:enfocada en la flora y fauna del ecosistema andino.
- Educación ambiental: con recorridos guiados organizados por instituciones locales para concienciar sobre la importancia del río y su conservación.

### Visita al corregimiento de La Trinidad
Uno de los atractivos cercanos al río Surba es el corregimiento de La Trinidad, ubicado en la zona rural de Duitama. Este corregimiento es conocido por sus paisajes naturales, su clima fresco y su producción agrícola. Los visitantes pueden recorrer la zona y conocer más sobre las tradiciones campesinas, así como disfrutar de productos locales como lácteos, miel y frutas cultivadas en la región.  

### Conservación y turismo sostenible
Debido a los impactos ambientales que ha sufrido el río Surba, las autoridades locales y organizaciones ambientales han impulsado proyectos de conservación y turismo sostenible. Estas iniciativas buscan recuperar áreas degradadas y promover actividades turísticas responsables que no afecten el ecosistema.

### Sendero Ecológico La Zarza
El Sendero Ecológico La Zarza es una de las rutas naturales más destacadas en las inmediaciones del río Surba. Ubicado en la vereda La Trinidad, en Duitama, este sendero de aproximadamente 14 kilómetros atraviesa diferentes ecosistemas, desde el bosque andino hasta el páramo.  
A lo largo del recorrido, los visitantes pueden observar una gran diversidad de flora y fauna, incluyendo especies endémicas de frailejones (Espeletia spp.), musgos y líquenes característicos del ecosistema de alta montaña. También es posible encontrar aves como el cucarachero de pantano (Cistothorus apolinari) y el colibrí paramuno (Aglaeactis cupripennis).  
Entre los principales atractivos del sendero se encuentran:  
- El Árbol de los Deseos: Un árbol de gran tamaño al que los caminantes atan cintas o dejan pequeños escritos con mensajes de esperanza y deseos.
- La Olla del Duende: Una formación rocosa en el cauce de una quebrada, en la que el agua ha erosionado la piedra formando pequeñas piscinas naturales.
- Las Cascadas de la Zarza: Conjunto de caídas de agua cristalina rodeadas de vegetación nativa, ideales para la observación y el descanso.

El sendero es utilizado tanto para senderismo recreativo como para educación ambiental, ya que permite apreciar la importancia de la conservación de los ecosistemas altoandinos. Durante la temporada de lluvias, algunos tramos pueden volverse intransitables, por lo que se recomienda verificar su estado antes de visitarlo.